# 新北市汐止區樟樹國民小學
新北市汐止區樟樹國民小學，簡稱樟樹國小，是臺灣新北市汐止區的一所市立國民小學。
樟樹國小附設幼兒園推動共融教學，將特殊教育學生與一般學生混班授課。

## 校史
臺灣省臺北縣汐止鎮（後來的新北市汐止區）樟樹地區民眾，積極爭取設立國民小學。1987年，以德音國小校長白寶貴為籌備處主任，辦理徵收校地事宜。次年改以校長左昂充之，並定校名為臺北縣汐止鎮昊天國民小學。1990年，改稱「樟樹國民小學」。1999年隨汐止鎮升格為汐止市，改稱「臺北縣汐止市樟樹國民小學」。2010年臺北縣脫離臺灣省，升格為新北市，汐止市亦改制為汐止區，改稱新北市汐止區樟樹國民小學迄今。

## 校區
樟樹國小校址位於汐止區樟樹一路141巷2號，屬於樟樹商圈地區，北濱基隆河，東鄰昊天嶺，占地20970平方公尺。

## 外部連結
- 官方网站